# Ficopomatus uschakovi
Ficopomatus uschakovi är en ringmaskart som först beskrevs av Pillai 1960.  Ficopomatus uschakovi ingår i släktet Ficopomatus och familjen Serpulidae.
Artens utbredningsområde är Mexikanska golfen. Inga underarter finns listade i Catalogue of Life.